# Permanent Comité van het Politbureau van de Communistische Partij van China
Het Permanent Comité van het Politbureau van de Communistische Partij van China (Chinees: 中国共产党中央政治局常务委员会, Hanyu pinyin: Zhōngguó Gòngchǎndǎng Zhōngyāng Zhèngzhìjú Chángwù Wěiyuánhuì) is een comité bestaande uit de meest prominente leiders van de Communistische Partij van China en bestaat thans uit 7 personen die heersen over de Volksrepubliek China.
Historisch gezien bestaat het uit vijf tot elf leden en heeft het begin 2020 zeven leden. Het officieel gemandateerde doel is om beleidsbesprekingen te voeren en beslissingen te nemen over belangrijke kwesties wanneer het Politbureau, een groter besluitvormingsorgaan met 25 leden, niet in zitting is. Volgens de interne regelgeving van de partij moet de secretaris-generaal van het Centraal Comité ook lid zijn van het Permanent Comité van het Politbureau.

## Keuze van de leden
Volgens de partijstatuten kiest het Centraal Comité van de partij het Permanent Comité van het Politbureau. In de praktijk is dit echter slechts een formaliteit. De methode waarmee het lidmaatschap wordt bepaald, is in de loop der tijd geëvolueerd. In het tijdperk van Mao Zedong (1949 - 1976), selecteerde en verstootte Mao zelf de leden, terwijl tijdens het tijdperk van Deng Xiaoping (1978 - 1989) overleg tussen partijoudsten in de Centrale Adviescommissie het lidmaatschap bepaalde. Sinds de jaren 1990 is het politbureau-lidmaatschap bepaald door beraadslagingen en stropeilingen door zittende en gepensioneerde leden van zowel het Politbureau als het Permanent Comité.
Nadat Deng Xiaoping in 1978 de macht had overgenomen, was het een van zijn doelstellingen om de macht van de partij te versterken en organen zoals het Politburo en Permanent Comité te institutionaliseren zodat het land minder op de individu zou leunen in de toekomst, maar in plaats daarvan het systeem de boventoon zou gaan voeren. Gedurende een groot deel van de jaren tachtig werd de PSC hersteld als het hoogste besluitvormingsorgaan van de partij. De commissie werd georganiseerd op basis van democratisch centralisme, dat wil zeggen dat beslissingen tussen de hoogste leiders worden genomen op basis van consensus, en als dat niet lukt, worden beslissingen genomen bij meerderheid van stemmen; zodra een beslissing is genomen, spreekt het hele orgaan met één stem.
De comité concurreerde echter met gepensioneerde partijoudsten in de jaren 80 en 90 (georganiseerd als de Centrale Adviescommissie, hoewel ze de meeste van hun beslissingen informeel namen) om invloed. Deng Xiaoping zelf overbrugde de twee lichamen, en zijn informele invloed vertaalde zich in persoonlijk grote politieke macht. In 1987 zetten Deng en andere partijoudsten de toenmalige secretaris-generaal Hu Yaobang uit de PSC en vervingen hem door Zhao Ziyang. In 1989 gaven Deng en verschillende partijleiders het leger opdracht om in te grijpen in de protesten op het Tiananmenplein van 1989 zonder de consensus van de PSC te verkrijgen. Zhao was tegen het afkondigen van de staat van beleg en brak met andere leden van de PSC, met name premier Li Peng. In de nasleep werden Zhao en Hu Qili tijdens het vierde plenum in 1989 uit de PSC verwijderd, grotendeels door fiat van Deng en de oudsten in plaats van door een institutionele procedure, om te worden vervangen door Jiang Zemin en Li Ruihuan.
Sinds het ontstaan van de Chinese Communistische Partij is er nog geen enkele vrouw toegetreden tot het Permanent Comité. Leeftijd is ook belangrijk. Zo zijn alle leden van het Permanent Comité sinds 1989 bij hun benoeming minstens 50 jaar oud. Hu Jintao was 50 toen hij werd benoemd tot lid van de PSC op het 14e partijcongres in 1992. Xi Jinping was 54 en Li Keqiang waren 52 bij hun benoeming tot lid van de PSC op het 17e partijcongres in 2007.

## Oppermachtig
Het Permanent Comité is theoretisch verantwoording verschuldigd aan het Politbureau, dat op zijn beurt verantwoording aflegt aan het grotere Centraal Comité. In de praktijk is het Permanent Comité oppermachtig ten opzichte van zijn ouderorganen. Bovendien, omdat China een eenpartijstaat is, hebben de besluiten van het Permanent Comité de facto de kracht van wet. Het lidmaatschap wordt nauwlettend in de gaten gehouden door zowel de nationale media als de politieke watchers in het buitenland. Historisch gezien is de rol van het Permanent Comité doorheen de tijd gevarieerd en geëvolueerd. Tijdens de Culturele Revolutie, bijvoorbeeld, had het Permanent Comité weinig macht omdat Mao Zedong tijdens de periode een greep deed naar absolute macht door zijn collega's te verbannen naar het platteland of in de gevangenis te gooien.
De 24 man tellende Politburo ontmoet elkaar waarschijnlijk eens in de maand, terwijl het 7 man tellende comité wekelijks bijeen komt. De agenda voor de bijeenkomsten wordt beheerd door de secretaris-generaal van de CCP en besluiten worden genomen op basis van consensus in plaats van bij meerderheid van stemmen. Het officieuze doel ervan is het voeren van beleidsdiscussies en het nemen van beslissingen over belangrijke kwesties wanneer het 25 personen tellende Politburo, een groter besluitvormingsorgaan, niet in zitting is.

## Protocolaire volgorde
Het lidmaatschap van het Permanent Comité is strikt gerangschikt in protocol volgorde. Historisch gezien is de secretaris-generaal (of partijvoorzitter) het eerste lid; de ranglijsten van andere leiders wijzigden in de loop der tijd. Sinds de jaren negentig is de secretaris-generaal, premier, voorzitter van het Nationaal Volkscongres, de voorzitter van de Politieke Overlegconferentie van de Chinese Bevolking, de secretaris van de Centrale Commissie voor Discipline Inspectie, het hoogste interne controle orgaan van de partij, en de eerste secretaris van het Secretariaat consequent ook lid geweest van het Permanent Comité van het Politbureau. De portefeuilles van extra leden varieerden.

## Huidige samenstelling 2023
Het zevenkoppig comite bestaat uit Xi Jinping, Li Qiang, Zhao Leiji, Wang Huning, Cai Qi, Ding Xuexiang en Li Xi.